# Vanessa Tsehaye

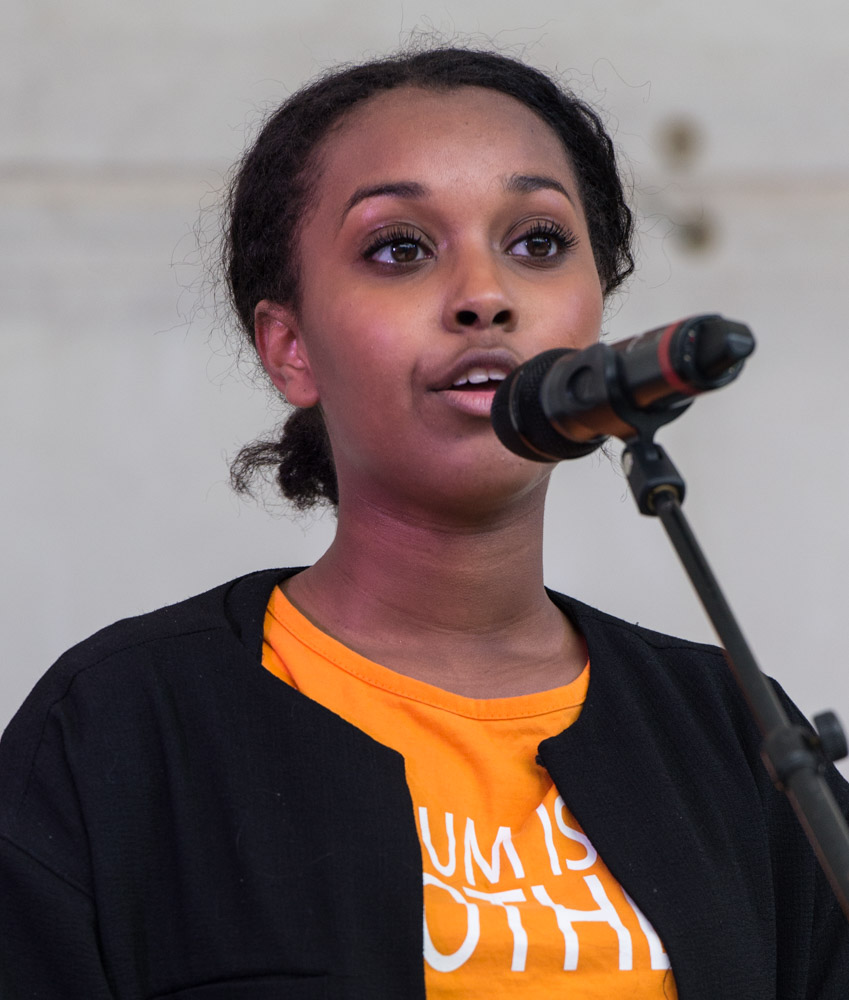
Vanessa Tsehaye (2015)

Vanessa Tsehaye, früher Vanessa Berhe (geboren 1996 in Schweden) ist eine schwedisch-eritreische Menschenrechtsaktivistin.

## Biographie
Vanessa Tsehaye kam 1996 als Kind eritreischer Migranten in Schweden zur Welt und wuchs dort auf. Im Jahr 2001 erlebte die Familie die Verhaftung ihres Onkels mütterlicherseits, Seyoum Tsehaye (geb. 1953), in Eritrea, eines renommierter Fotojournalisten, dessen ikonische Fotografien Eritreas Unabhängigkeitskrieg dokumentiert hatten und der dort seit 1993 Leiter des öffentlichen Fernsehens Eri-TV gewesen war. Als Jugendliche beschäftigte sie sich zunehmend mit der politischen und insbesondere Menschenrechtssituation im Herkunftsland ihrer Eltern und begann, an ihrer Schule Geld zu sammeln, in der Hoffnung, einen Rettungsflug nach Eritrea finanzieren zu können.
Am 18. September 2001, dem sogenannten Schwarzen Dienstag ließ das Regime des eritreischen Diktators Isaias Afewerki eine große Zahl von Oppositionellen ohne Anklage und Gerichtsverfahren inhaftieren und verschwinden. Darunter waren die Mehrzahl der sogenannten  G-15-Gruppe und auch Journalisten wie Seyoum Tsehaye. Das Regime verweigerte Auskünfte über ihren Rechtsstatus, ihren Aufenthaltsort und ihren Gesundheitszustand. Bis heute [Stand Dezember 2024] ist das Schicksal der G-15-Mitglieder und der damals verhafteten Journalisten ungeklärt. Ihre Familien und die internationale Gemeinschaft fordern weiterhin Aufklärung und Freilassung.
2013 startete Vanessa Tsehaye die Kampagne One Day Seyoum, um die Einhaltung der Menschenrechte in Eritrea und die Freilassung der politischen Gefangenen zu fordern. Die Kampagne erfuhr nach dem Friedensgipfel Eritrea–Äthiopien 2018 großen Auftrieb.
Vanessa Tsehaye absolvierte bis 2019 ein Jurastudium an der SOAS University of London. Von Juni 2018 bis Januar arbeitete sie als Produktionsassistentin für das Nachrichtenprogramm The Listening Post.
Im Jahr 2021 brachte sie das Magazin „2001“ heraus, um das Leben in Eritrea zu dokumentieren.
Von November 2020 bis Januar 2024 war sie für Amnesty International als Campaignerin für das Horn von Afrika tätig; sie leitete Kampagnen in Eritrea, Äthiopien, Somalia und Sudan und vertrat Amnesty International auf internationalen Veranstaltungen.

## Positionen
Vanessa Tsehaye kritisierte, dass immer wieder postkoloniale Rhetorik eingesetzt würde, um Kritik an den Verhältnissen in Eritrea abzuwehren.
Im Februar 2021 protestierte Vanessa gegen die Blockade des humanitären Zugangs im Tigray-Krieg, der im November 2020 ausgebrochen war. Sie klagte an, dass Staatsorgane Hilfsprojekte sabotierten, was einen Verstoß gegen die Verpflichtungen des humanitären Völkerrechts darstelle. Die Kommunikationsblockade erschwere der Weltöffentlichkeit, sich objektiv über das Kriegsgeschehen zu informieren.
Im Jahr 2018 wandte sich Vanessa gegen die Verwendung des Eritreisch-Äthiopischen Krieges von 1998–2000 als „Rechtfertigung für die Umwandlung [Eritreas] in eine Diktatur“. Sie wandte sich gegen den unbefristeten Militärdienst Eritreas, gegen systematische Vergewaltigung, Folter und andere Verbrechen, gegen die seit 2002 nicht mehr zusammengetretene Nationalversammlung, gegen die Nichtumsetzung der Verfassung Eritreas und gegen willkürliche Verhaftungen ohne Gerichtsverfahren.

## Auszeichnungen
- 2013: Dawik-Isaak-Preis (schwedischer Presse- und Menschenrechtspreis)[7]
- 2016: Nominierung für den Freedom of Expression Award des Index on Censorship[7]